# Marfa (Amerikai Egyesült Államok)
Marfa város Texas államban, Presidio megye székhelye. A Davis-hegység és a Big Bend Nemzeti Park között fekszik.

## Története
A város az 1880-as években alakult, ahogy a vasút és a letelepedni kívánók elérték a mai Marfa helyét.

## Földrajza
Marfa az Egyesült Államok Népszámlálási hivatalának becslése szerint 1,6 négyzetmérföldön terül el(4,1 km²). A Chihuahua-sivatagban fekszik, ami 362 600 km².

## Demográfia
A városban 1981 ember él, 864 háztartása és 555 családja van. A település lakóinak 91%-a fehér, 0,28%-a afroamerikai, 0,38%-a indián, 0,05%-a ázsiai, míg 7,50%-a egyéb származású.

## Marfa fények

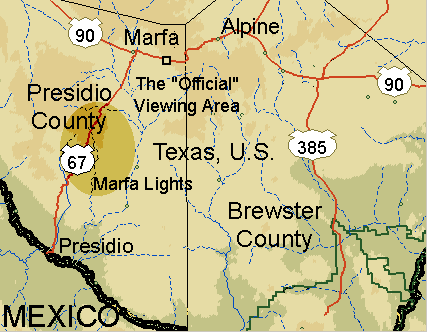
A "Marfa fények" a térképen

A Marfa-fény a várostól északra mintegy 10 mérföldes körzetben észlelhető fényjelenség, legelőször 1957-ben jegyezték fel. Ez a környék legnagyobb turistalátványossága. Fények cikáznak keresztül az égen, hol eltűnve, hol pedig ismét megjelenve. A fények az infravörös hőkamerán nem látszanak. Gyakran csoportokban jelennek meg. 2001-ben megfigyelőállomást építettek a sivatagban, ahonnan az érdeklődők biztonságban megfigyelhetik az anomáliákat.
Magyarázata vitatott, sokan mocsárgáznak vagy gömbvillámnak, esetleg radioaktív robbanásnak, vagy földönkívüliek tájékozódását segítő irányjelzőnek vélelmezték a jelenséget. Bár bizonyos helyi szóbeszédek szerint már a 19. században feljegyezték a város körül éjszakánként lebegő fényeket, a dallasi Texas Egyetem Fizikai Társaságának 2004-es, négy napig tartó vizsgálata szerint a fények a 67-es számú autópályán közlekedő gépjárművek fényszóróiból származnak, és leginkább a 137-es autópálya melletti, missouri "Spooklight"-jelenséghez hasonlítanak.